# Chuxue ji
Chuxue ji 初學記 / 初学记,  Chūxué jì („Aufzeichnungen über die Anfangsgründe des Lernens“) ist ein von Xu Jian 徐坚 (659–727), Zhang Shuo 张说, Wei Shu 韦述 und anderen in der Zeit der Tang-Dynastie zusammengestelltes  Leishu  (Enzyklopädie).

## Werk
Das für angehende Studenten geschaffene chinesische Nachschlagewerk aus 30 juan hat sein Material in 23 Teilen (bu 部) und 313 Unterkategorien (zimu 子目) zusammengestellt, es ist „hauptsächlich der Politik, aber auch der Religion, der Zoologie, der Astronomie, den Sitten und Gebräuchen sowie anderen Themen “ gewidmet.
Der Stil des Buches lehnt sich ein wenig an den des älteren Leishu mit dem Titel Yiwen leiju („Nach Sachgruppen geordnete Sammlung von literarischen Texten“) an, ist aber nicht genau derselbe. Im Siku quanshu zongmu tiyao, dem annotierten Gesamtkatalog zum Siku Quanshu, heißt es zu dem Werk:

„「在唐人类书中，博不及《艺文类聚》，而精则胜之，若《北堂书钞》及《六帖》，则出此书之下远矣。」
(in ungefährer deutscher Übersetzung:)
Unter den Leishu (Enzyklopädien) der Tang-Dynastie ist es nicht so reichhaltig (bo) wie das Yiwen leiju, aber in seiner Essenz (jing) besser; Beitang shuchao und Liutie fielen im Vergleich dazu weit ab.“

Das  Hanyu da zidian  führt in seiner Bibliographie als verwendete Ausgabe die des Zhonghua-Verlags aus dem Jahr 1962 an.

## Inhalt
Sein Inhalt ist (in ungefährer deutscher Übersetzung):
1.-2.  天 Himmel und Astronomie

3.-4.  歲時 Jahreszeiten und Zeit

5.-7.  地 Die Erde

8.  州郡 Verwaltungsgeographie

9.  帝王 Herrscher

10.  中宮 Der Zentralpalast

諸宮 Andere Paläste

帝戚 Kaiserliche Verwandte

11.-12.  職官 Staatsämter

13.-14.  禮 Rituale

15.-16.  樂 Musik

17.-19.  人 Mensch

20.  政理 Politik

21. 文 Zivile Angelegenheiten

22.  武 Militärische Angelegenheiten

23.  道釋 Daoismus und Buddhismus

24.  居處 Architektur

25.  器物 Werkzeuge und Utensilien

26.  服食 Kleidung und Lebensmittel

27.  寶器 (花草附) Juwelen (dazu Blumen und Kräuter)

28.  果木 Früchte und Bäume

29.  獸 Tiere

30.  鳥 (鱗介蟲附) Vögel (dazu Schuppen- und Kriechtiere)